# Fluchtafel von Larzac

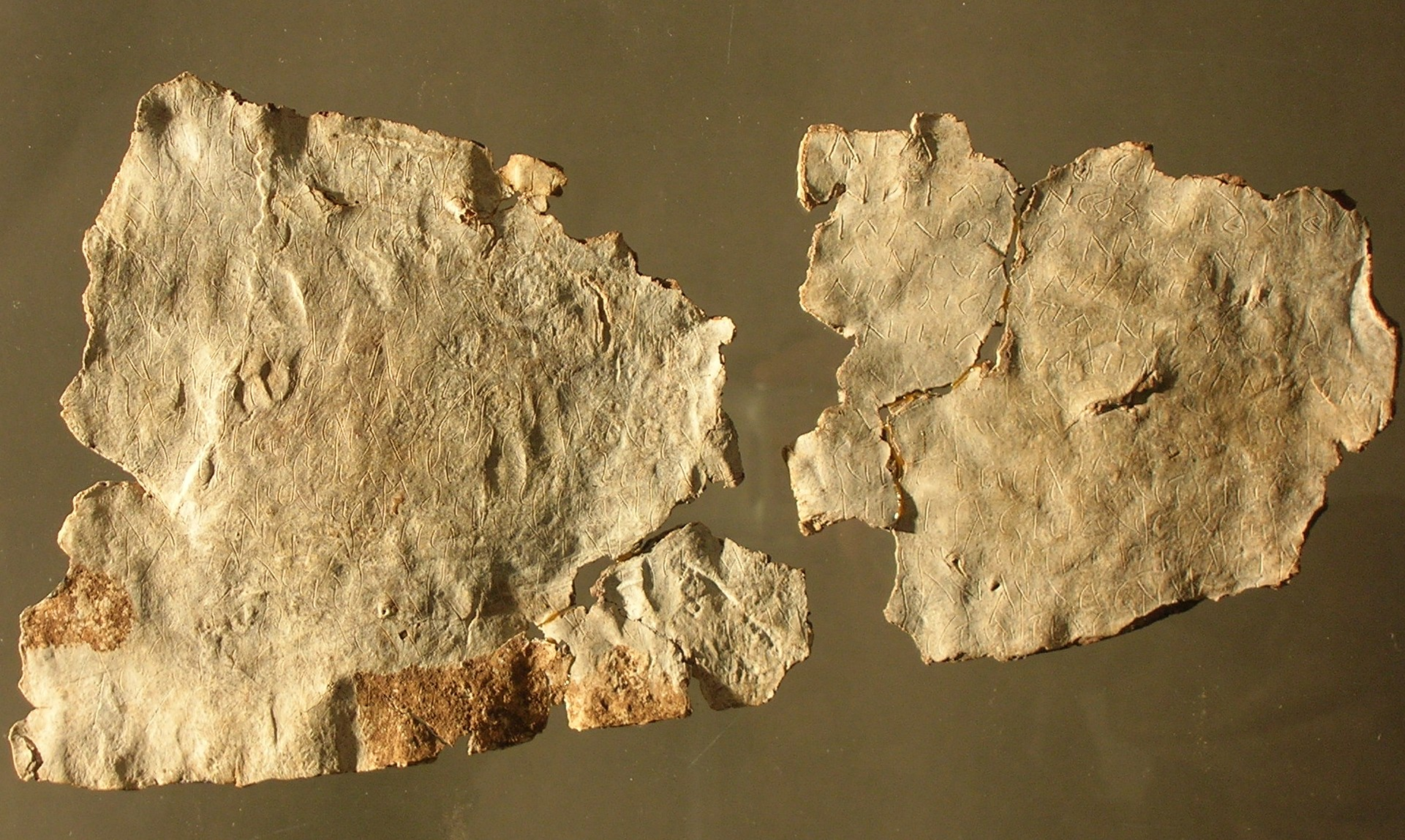
Fluchtafel von Larzac

Die Fluchtafel von Larzac (französisch Le Plomb du Larzac) ist eine unregelmäßig geformte bleierne Tafel. Sie wurde 1983 von Alain Vernhet (1941–2018) und Francis Jeanjean in einem Grab in L’Hospitalet-du-Larzac im Département Aveyron in Frankreich gefunden. Die Tafel hat die Abmessungen 26 mal 14 Zentimeter. Die Inschrift ist in römischer Kursivschrift auf einer auf etwa 100 n. Chr. datierten fragmentarischen Bleitafel verfasst.
Die Fluchtafel wird im Museum von Millau aufbewahrt und trägt eine der seltenen Inschriften in gallischer Sprache. Es handelt sich um den längsten erhaltenen gallischen Text, der mehr als 1000 Buchstaben in 160 Wörtern umfasst. Der in römischer Kursivschrift geschriebene Text ist auf 60 Zeilen verteilt. Er wurde von zwei verschiedenen Personen geschrieben. Am Textende ging eine unbekannte Anzahl von Wörtern verloren. Die Übersetzung ist unsicher, aber es ist klar, dass es sich um einen Fluch handelt, der vermutlich von einer Gruppe von Frauen oder Zauberinnen gegen eine rivalisierende Gruppe ausgesprochen wurde. Laut antiken Ethnographen gab es in Gallien Schwesternschaften von Zauberinnen oder Hexen. Pomponius Mela berichtet von einem Kollegium aus neun Priesterinnen auf einer dem Gebiet der Osismier vorgelagerten Insel namens Sena, die Stürme heraufbeschwören und Tiergestalt annehmen konnten und Gallizenae genannt wurden. Strabon spricht in seiner Geographica ebenfalls von einer Insel, die vor der Loiremündung gelegen haben soll und auf der Frauen bacchantische Kulte zu Ehren des Dionysos pflegten.
Die Platzierung von Fluchtafeln in Gräbern war in der griechisch-römischen Welt nicht ungewöhnlich. Die Tafelzerstörung könnte von den Verfasserinnen beabsichtigt und als Teil der rituellen „Bestattung“ des Fluchs vorgenommen worden sein.
Der Kontext der Fluchtafel und die Namen der Frauen, die als Ziele des Fluchs aufgeführt sind, spiegeln die synkretistische Kultur Galliens am Ende des 1. Jahrhunderts wider. Der Name Severa Tertionicna, der verfluchten, „Oberhexe“, besteht aus dem römischen Beinamen Severa und einem Patronym, das den römischen Beinamen Tertio mit dem gallischen Suffix -ikno- kombiniert. Der Text enthält einen Fluch gegen Severa Tertionicna und eine Gruppe von Frauen, vermutlich ihren Anhängerinnen. Adsagsona scheint die angerufene Hauptgöttin zu sein.
Die Inschrift wurde von zwei mit „M“ und „N“ bezeichneten Personen geschrieben („N“ löschte später Teile des Textes), während Teile des Textes von „M“ verloren gingen. Der Text von „N“ ist vollständig erhalten. Robert Marichal (1904–1999) erkannte „M“ als „konventionelle“ Schreiberin, während die Schrift von „N“ mühsam und ungeschickt ist.
Insgesamt blieben etwa zwölf Namen von Frauen erhalten, die neben Severa Tertionicna verflucht werden. Die meisten werden durch ihre Vornamen plus Verwandtschaftsangabe identifiziert, entweder durch („Tochter von“) oder („Mutter von“) oder als Dona (von unklarer Bedeutung). Pierre-Yves Lambert schlug „Amme von“ und Michel Lejeune „Erbin von“ vor. Einige Frauen der Liste scheinen miteinander verwandt zu sein, was nicht unbedingt biologisch bedeutet, sondern die Organisationsstruktur offenbaren könnte, in der ein älteres Mitglied eine jüngere Novizin initiierte und die beiden Frauen für den Orden als „Mutter“ und „Tochter“ betrachtet würden.
Larzac verbesserte die Kenntnisse des Gallischen in mehreren Bereichen. Da darin hauptsächlich Frauen erwähnt werden, wurden zusätzliche Erkenntnisse zur ersten Deklination gewonnen. Er führte den gallischen Namen für „Mädchen“, duχtir, ein, der aus dem Indoeuropäischen stammt und im Inselkeltischen verloren ging und zeigt mehrere Phänomene der phonetischen Evolution.